# الهجر (المفلحي)

تعديل مصدري - تعديل

الهجر هي إحدى قرى عزلة المفلحي بمديرية المفلحي التابعة لمحافظة لحج، بلغ تعداد سكانها 129 نسمة حسب تعداد اليمن لعام 2004.